# Iberische Barbe
Die Iberische Barbe (Luciobarbus comizo) gehört zu den großen Karpfenfischen, die endemisch auf der Iberischen Halbinsel beheimatet sind.
In Portugal wird sie Barbo-Focinheiro und in Spanien Barbo Comizo oder Comiza genannt.

## Beschreibung
Die Iberischen Barben sind stromlinienförmige und schlanke Fische. Sie ähneln vom Aussehen her stark der europäischen Flussbarbe. Der Körper ist goldgelb gefärbt. Ihre Brust-, Bauch- und Afterflossen haben einen leichten orange bis rötlichen Ansatz.
Die beiden Bartelpaare sind um das unterständige Maul angeordnet. Der längste Strahl der Rückenflosse ist steif und hat einen gesägten Hinterrand. An der Seitenlinie sind 49 bis 51 Schuppen angeordnet. Männchen und Weibchen zeigen einen geschlechtstypischen Dimorphismus. Während der Laichzeit bilden sie einen für Karpfenfische typischen Laichausschlag aus. Die Iberische Barbe wird gewöhnlich bis 50 Zentimeter lang, in Ausnahmefällen jedoch wesentlich größer, bis 80 Zentimeter und mehr. Bis zu 18 Kilogramm schwere Exemplare wurden in den Flüssen Rio Tajo, Rio Guadiana und Rio Guadalquivir gefangen.

## Verbreitung und Lebensraum

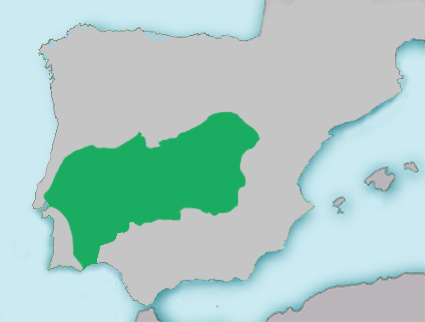
Verbreitungsgebiet der Iberischen Barbe (grün). (Der hellblaue Fleck ist ein Artefakt.)

Die Iberische Barbe ist auf der Iberischen Halbinsel in Spanien und Portugal verbreitet. Sie bewohnt die langsamfließenden Unterläufe und Staubecken der großen Flüsse wie dem Rio Tajo, Rio Guadiana und Rio Guadalquivir. Im Guadalquivir-Flussbecken gilt sie jedoch schon als fast ausgestorben. Im Rio Almonte und Rio Guadiana gibt es noch einen ausreichenden Bestand. Luciobarbus comizo bevorzugt tiefes und stehendes Wasser mit einer üppigen Unterwasservegetation.

## Lebensweise
Die Iberische Barbe ernährt sich an Grundnähe von Pflanzen, Kleintieren und kleineren Fischen. Während Jungfische überwiegend noch Wirbellose fressen, spezialisieren sich adulte Exemplare mit zunehmender Größe als Raubfische auf kleine Beutefische. Die Laichzeit findet im Frühling, in den Monaten Mai bis Juni statt.

## Nutzung
Dort wo die Iberische Barbe noch häufig vorkommt, ist sie wegen ihrer Größe und Kampfkraft ein beliebter Sportfisch für Angler.

## Gefährdung und Schutz
Die Iberische Barbe gilt als gefährdet und wird in der Berner Konvention, Anhang III, als schützenswerte Fischart aufgeführt. Es wird angenommen, dass die Population von L. comizo in den letzten zehn Jahren seit ungefähr 1990 um 30 % zurückging. Schuld daran sind eine unkontrollierte Wasserentnahme für die landwirtschaftliche Bewässerung, Gewässerverschmutzung, Dammbau, anthropogene Veränderung deren Mikrohabitate und eingeführte fremde Fischarten, dies hat zu einem kontinuierlichen Rückgang der Individuendichte und Verbreitungsgebiet geführt. Der Bau von Staudämmen hatte jedoch auch den positiven Effekt, dass die künstliche Schaffung von ruhigen Gewässerzonen die Fortpflanzungsrate der Fischart ansteigen ließ.
Die Iberische Barbe wird von der Europäischen Union im Anhang II der FFH-Richtlinie geführt und gilt damit als Art von gemeinschaftlichem Interesse, für deren Erhaltung von den Mitgliedsstaaten besondere Schutzgebiete ausgewiesen werden müssen.

## Systematik
Gemäß der Klassifikation der IUCN gehört sie zur Gattung Luciobarbus. Diese ist jedoch auch relativ nah mit Vertretern der Gattung Barbus verwandt und wird deswegen auch manchmal als eine Untergattung der Gattung Barbus eingestuft. Im Mittellauf des Rio Tajo kommt es sehr häufig zur natürlichen Hybridisierung mit anderen Iberischen Barbenarten wie zum Beispiel Luciobarbus bocagei. Diese Hybridisierung erschwert phylogenetische Studien, die mithilfe von mitochondrialer DNS durchgeführt werden.
Die Art kommt seit 800.000 bis 1.000.000 Jahren im Rio Tajo vor.